# مكتب الإرهاب والاستخبارات المالية
مكتب الإرهاب والاستخبارات المالية ( TFI )، الذي تأسس في عام 2004،  هو وكالة تابعة لوزارة الخزانة الأمريكية. تعمل منظمة الشفافية الدولية على الحد من استخدام النظام المالي للأنشطة غير المشروعة من قبل الإرهابيين (الجماعات والمنظمات التي ترعاها الدولة)، وغسل الأموال، وعصابات المخدرات، وتهديدات الأمن القومي الأخرى.
ويشرف على مكتب الإرهاب والاستخبارات المالية وكيل وزارة الخزانة لشؤون الإرهاب والاستخبارات المالية. منذ تأسيسها في عام 2004، وقد وجهت المكتب قبل ثلاثة وكيل - ستيوارت ليفي A.، ديفيد كوهين وآدم زوبين J. - كل منهم، وفقا ل فيليب فايس، عملت كشركاء في شركة المحاماة نفسها وسوليفان وكرومويل.  سوليفان وكرومويل هي نفس شركة المحاماة التي كان ألان دالاس، مدير وكالة المخابرات المركزية الشهير، شريكًا فيها. وكيل الوزارة الحالي هو سيغال ماندلكر 
تشرف المؤسسة على مكتب تمويل الإرهاب والجرائم المالية، ومكتب الاستخبارات والتحليل، ومكتب مراقبة الأصول الأجنبية، وشبكة إنفاذ الجرائم المالية، ومكتب الخزانة التنفيذي لمصادرة الأصول. 
وزارة الخزانة الأمريكية هي وزارة المالية الوطنية الوحيدة التي لديها وكالة استخبارات داخلية خاصة بها، ولها مكاتب في جميع أنحاء العالم، بما في ذلك إسلام آباد وأبو ظبي. 

## روابط خارجية
- Treasury Office of Terrorism and Financial Intelligence